# Arthur Abraham
"King" Arthur Abraham (født 20. februar 1980 i Jerevan, Armenien) er en  armensk-tysk professionel bokser, der bor i Berlin i Tyskland.
Han deltog i Super Six World Boxing Classic, der er en bokseturnering, hvor der kæmpes for WBA- og WBC-titlerne i Super mellemvægt. I sin første kamp i turneringen mødte han Jermain Taylor i oktober i 2009, som han besejrede på knockout i 12. runde. Abrahams  næste kamp var mod Andre Dirrell, der tidligere i turneringen tabte til Carl Froch. Mod Dirrell blev Abraham diskvalificeret efter at have slået Dirrell, mens han var på gulvet i 11. omgang; dette blev Abrahams første nederlag. 

## Rekordliste
Som amatør:
- 1997: International tysk mester i mellemvægt

Som professionel:
- 2004: WBA Interkontinental mester i mellemvægt, tre succesfulde forsvar
- 2005: IBF mester, titel forsvaret 10 gange indtil videre